# 조선상
조선상(朝鮮相)은 고조선의 관직이다.
위만조선의 멸망 직전에는 역계경과 노인 같은 인물들이 조선상직을 맡았다.